# Сабрина, вештица тинејџерка (ТВ серија из 1996)
Сабрина, вештица тинејџерка (енгл. Sabrina the Teenage Witch) је америчка телевизијска комедија ситуације творца Нела Сковела, базирана на истоименој серији издавача Archie Comics. Премијера серије је била 27. септембра 1996. на ТВ мрежи ABC са преко 17 милиона гледалаца који су гледали епизоду T.G.I.F..
Главну улогу тумачи Мелиса Џоан Харт као америчка тинејџерка Сабрина Спелман, која, на свој 16. рођендан, сазнаје да поседује магичне моћи (одмак од серије издавача Archie Comics, у којој она зна за своје моћи од раног детињства). Сабрина живи са својим 600-годишњим теткама, вештицама Хилдом (тумачи Керолајн Реј) и Зелдом (тумачи Бет Бродерик) и њиховим магичним мачком који говори Сејлемом (глас позајмљује Ник Бекеј), на 133 Колинс Роуд у измишљеном предграђу Бостона Вестбриџ кроз већи део серије.
Четири сезоне серије емитовале су се од 27. септембра 1996. до 5. маја 2000. на ТВ мрежи ABC. Последње три сезоне су се емитовале од 22. септембра 2000. до 24. априла 2003. на ТВ мрежи The WB.

## Радња
Серија бележи авантуре Сабрине Спеллман (тумачи је Мелиса Џоан Харт), девојке која на свој 16. рођендан открива да је вештица. Као вештица почетница, њене чини се често покваре. Њене тетке вештице Хилда и Зелда Спеллман (које су до 2002. тумачиле Керолајн Реј и Бет Бродерик) саветују је о правилној употреби њене магије и дају јој моралне савете. Поред тога, Хилда и Зелда морају се побринути за Сејлема Сејберхегема (глас позајмљује Ник Бакај), вешца претвореног у мачку због покушаја да завлада светом.